# Perdicella fulgurans
Perdicella fulgurans fue una especie de molusco gasterópodo de la familia Achatinellidae en el orden de los Stylommatophora.

## Distribución geográfica
Fue  endémica de los Estados Unidos. 